# Who Needs Love
«Who Needs Love» — песня американского рэпера Trippie Redd, вышедшая 19 ноября 2019, как третий сингл с четвёртого коммерческого микстейпа A Love Letter to You 4. Продюсером песни стал Angel Lopez.

## Описание
Trippie Redd поёт поверх инструментальной акустической гитары о своём отвращении к любви и о том, что он «живёт более хорошей жизнью после разрыва отношений». Скорее всего, песня является диссом на бывшую девушку исполнителя, американскую рэпершу Coi Leray.

## Чарты
| Чарт (2019)                           | Высшая позиция |
| ------------------------------------- | -------------- |
| Канада (Billboard Canadian Hot 100)   | 75             |
| Новая Зеландия (RMNZ)                 | 21             |
| США (Billboard Hot 100)               | 58             |
| США (Billboard Hot R&B/Hip-Hop Songs) | 26             |

## Сертификации
| Регион | Сертификация | Продажи |
| --- | ------------ | ------- |
| США (RIAA) | Золотой      | 500 000 |
| * Данные о продажах приведены только на основе сертификации. ^ Данные о тиражах приведены только на основе сертификации. |              |         |